# František Klišík
František Klišík (3. května 1963 Prachatice – 13. července 2025 Ohrobec) byl český bohém, básník, disident, herec a obhájce lidských práv. Byl hlavním představitelem filmu Raději zešílet v divočině, který získal Křišťálový globus na 59. ročníku Mezinárodního filmového festivalu v Karlových varech.

## Život
František Klišík a jeho dvojče Ondřej se narodili v Prachaticích. Jejich rodiče Ondrej Klišík a Antonie Horelicová byli původem Slováci z Rumunska, kteří se do Československa přistěhovali po druhé světové válce, když se pohraničí osidlovalo po odsunu Němců. 
Oba bratři se vyučili zedníky a František po vojně odešel za prací do Prahy, kde žil v komunitě mániček a seznamoval se s disidenty. V roce 1987 se vrátil na rodnou Šumavu a i zde byl aktivní v disentu. Pracoval na pile, kde však utrpěl pracovní úraz a přišel o část ruky. Později žil bohémským životem ve Stögrově Huti u Volar, přičemž byl aktivní především v kulturním životě regionu. Po sametové revoluci byl u zrodu místního Občanského fóra, ale u politiky dlouho nevydržel.
V roce 2018 o něm a jeho bratrovi napsal Aleš Palán knihu Raději zešílet v divočině. V roce 2025 byl na motivy knihy natočen film režiséra Mira Rema.

## Výhra ceny a smrt
V roce 2025 byl František Klišík díky učinkování ve filmu Raději zešílet v divočině pozván na Mezinárodní filmový festival do Karlových Varů. Zúčastnil se představení filmu, kde po uvedení filmu spolu s ostatními protagonisty sklidil ovace diváků.
V sobotu 12. července pak snímek získal hlavní cenu festivalu Křišťálový globus. Slavnostního vyhlášení se František Klišík již nezúčastnil, tou dobou byl na cestě za blízkými přáteli. Přenos z vyhlášení cen sledoval v hospodě U Trojánků v obci Ohrobec. Spolu s ostatními hosty se radoval z udělení ceny za film, v němž učinkoval, později odešel z hospody.
V neděli 13. července byl nalezen mrtvý v Horním rybníku v Ohrobci, jeho tělo našli náhodní svědci.